# Bockscar
Bockscar (sommetider Bock's Car eller Bocks Car) var det B-29 Superfortress bombefly, som smed atombomben “Fat Man” over Nagasaki, Japan den 9. august 1945. Fat Man blev kastet tre dage efter flyet Enola Gay havde smidt atombomben Little Boy over Hiroshima, og er dermed den anden af kun to atombomber nogensinde brugt i krig. De to atombomber førte efter manges mening til den japanske kapitulation og dermed til enden på 2. verdenskrig.
Bockscar blev navngivet sådan på dagen for angrebet af besætningen fra The Great Artiste (et andet B-29 Superfortress fly), under ledelse af major Charles W. Sweeney. Det var oprindeligt meningen, at The Great Artiste skulle være flyet, som skulle flyve atombombemissionen, men The Great Artiste havde været observationsfly under Enola Gay-missionen tre dage forinden, og var stadig fuldt af observationsudstyr. Derfor byttede de to besætninger fly, så The Great Artistes besætning fløj Bockscar, og Bockscars normale besætning fløj The Great Artiste som observationsfly på missionen.
Det oprindelige bombemål var Kokura (en), men missionen blev umuliggjort af skyer. Sweeney havde ordre til at smide bomben visuelt, så efter tre overflyvninger over Kokura, fløj han derfor til Nagasaki, der var det sekundære mål. Over Nagasaki var det imidlertid også for skyet til visuelt at bekræfte bombemålet. Da flyet var ved at løbe tør for brændstof, besluttede Sweeney sig for at smide bomben ved hjælp af radarnavigation, men det blev ikke nødvendigt, da en åbning i skyerne over Nagasaki kl. 11:02 gjorde det muligt at bekræfte bombemålet visuelt. Fat Man blev kastet, men detonerede ca. 1,2 km fra det planlagte mål. Dette resulterede i et meget lavere tabstal, da det meste af eksplosionen blev absorberet i Urakamidalen.
Bockscar havde ikke nok brændstof til at returnere til hverken Tinian eller Iwo Jima, derfor fløj Sweeney til Okinawa, hvor han foretog en nødlanding.
Det amerikanske luftvåben, USAAF, mente, at en gentagelse af atomangrebet på Hiroshima ville vise amerikanernes evne og vilje til at gennemføre disse altødelæggende angreb igen og igen. Mange mener at bombningen af Hiroshima og Nagasaki var det, som førte til, at Japan kapitulerede, og derved til afslutningen på 2. verdenskrig.
Bockscar staves nogle gange "Bocks Car" eller "Bock's Car", men navnet skrevet på flyets cockpit indeholdt ikke en apostrof. Flyet blev opkaldt efter dets normale pilot Frederick C. Bock.
I dag er Bockscar udstillet på National Museum of the United States Air Force i Dayton, Ohio.
39°46′55″N 84°06′32″V / 39.782°N 84.109°V